# Pundamilia
Genre
Pundamilia est un genre de poissons de la famille des Cichlidae. Tous sont endémiques du lac Victoria.

## Systématique
FishBase (25 janv. 2017) ne reconnaît pas ce genre et place ces espèces dans le genre Haplochromis.

## Écologie
À la suite de l'introduction du Lates ou « Capitaine » dans le lac Victoria, les cichlidés endémiques, et principalement les Haplochromini, font l'objet d'une extinction massive.
Il faut veiller dans les aquariums à un entretien correct pour une reproduction et une diffusion exemplaire.

## Liste des espèces
Selon ITIS (11 février 2021) :
- Pundamilia azurea Seehausen & Lippitsch, 1998
- Pundamilia igneopinnis Seehausen & Lippitsch, 1998
- Pundamilia macrocephala Seehausen & Bouton, 1998
- Pundamilia pundamilia Seehausen & Bouton, 1998

## Publication originale
- Seehausen, Lippitsch, Bouton & Zwennes : « Mbipi, the rock-dwelling cichlids of Lake Victoria: description of three new genera and fifteen new species (Teleostei) ». Ichthyological Exploration of Freshwaters, aout 1998, vol. 9, p. 129-228.